# Andreas M. Andreadis

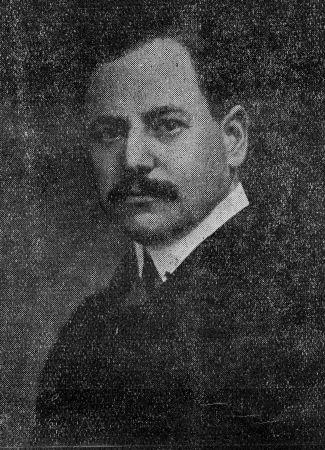
Andreas M. Andreadis

Andreas M. Andreadis (ur. 1876 na Korfu, zm. 1935 w Atenach) – grecki historyk gospodarki, bizantynista.

## Wybrane publikacje
- Storia delle finanze greche dai tempi eroici fino all'inizio dell'età greco-macedone, 1928.
- Les effets économiques et sociaux de la guerre en Grèce, par André Andréadès, Paris: Les Presses Univ. de France 1929.

## Publikacje w języku polskim
- Finanse publiczne [w:] Bizancjum. Wstęp do cywilizacji wschodniorzymskiej, oprac. Norman Baynes, H. St. L. B. Moss, przeł. Edward Zwolski, Warszawa: "Pax" 1964.
- Życie gospodarcze Cesarstwa Bizantyjskiego [w:] Bizancjum. Wstęp do cywilizacji wschodniorzymskiej, oprac. Norman Baynes, H. St. L. B. Moss, przeł. Edward Zwolski, Warszawa: "Pax" 1964.